# Halacarus dictyotus
Halacarus dictyotus is een mijtensoort uit de familie van de Halacaridae. De wetenschappelijke naam van de soort is voor het eerst geldig gepubliceerd in 1988 door Bartsch.